# 손호준
손호준(1984년 6월 27일 ~ )은 대한민국의 배우이다.

## 생애
- 전라남도 광산군 광주시(오늘날의 광주광역시 광산구 송정동)에서 태어났으며, 고등학생 때 지역 극단 《진달래피네》에서 연기를 시작, 출연했던 작품으로 수차례 수상을 했다.[1]
- 2005년 KM 특종 《KM뉴스》에서 출연한 바가 있다.
- 2006년에 점프2를 통해 브라운관에 데뷔하였고 2007년에는 아이돌 그룹 《타키온》으로 데뷔하여 가수 활동을 했으나 뚜렷한 모습을 보이지 못하고 배우 활동에만 전념하고 있다.

- 2010년 7월에 종영한 SBS 드라마 《커피하우스》에 출연한 이후 현역으로 입대해 복무를 마쳤으며, 2013년 tvN을 통해 방영된 드라마 《응답하라 1994》의 해태 역을 맡아 복귀하며 스타덤에 올랐다.

## 학력
- 송정서초등학교 (졸업)
- 광덕중학교 (졸업)
- 금호고등학교 (졸업)
- 송원대학교 실용예술학과 (졸업)[2]

## 연기 활동

### 드라마
- 2006년 EBS1 어린이 역사드라마 《점프 2》 ... 그림 속 남 역
- 2008년 iHQ drama 수목 미니시리즈 《상하이 브라더스》 ... 한현필 역
- 2009년 MBC 수목 미니시리즈 《신데렐라 맨》 ... 운전수 역
- 2010년 SBS 월화 미니시리즈 《커피하우스》 ... 종업원 역
- 2013년 tvN 금토 미니시리즈 《응답하라 1994》 ... 해태(손호준) 역
- 2014년 KBS2 월화 미니시리즈 《태양은 가득히》 ... 한영준 역
- 2014년 KBS2 월화 미니시리즈 《트로트의 연인》 ... 설태송 역
- 2015년 MBC 수목 미니시리즈 《맨도롱 또똣》 ... 손준 역 (최종회 특별출연)
- 2015년 SBS 월화 미니시리즈 《미세스 캅》 ... 한진우 역
- 2016년 ~ 2017년 MBC 주말연속극 《불어라 미풍아》 ... 이장고 역
- 2017년 KBS2 단막극 《KBS 드라마 스페셜 - 《만나게 해, 주오》》 ... 차주오 역
- 2017년 KBS2 금토 미니시리즈 《고백부부》 ... 최반도 역
- 2018년 MBC 수목 미니시리즈 《내 뒤에 테리우스》 ... 진용태 / 정인수 역
- 2019년 JTBC 월화 미니시리즈 《눈이 부시게》 ... 김영수 역
- 2020년 JTBC 수목 미니시리즈 《우리, 사랑했을까》 ... 오대오 역
- 2020년 OCN 주말 미니시리즈 《경이로운 소문》 ... 오정구 역 (15회 특별출연)
- 2022년 SBS 금토 미니시리즈 《소방서 옆 경찰서》 ... 봉도진 역
- 2023년 SBS 금토 미니시리즈 《소방서 옆 경찰서 그리고 국과수》 ... 봉도진 역 (1~3회, 6회 출연)
- 2023년 TV조선 주말 미니시리즈 《나의 해피엔드》 ... 허순영 / 허치영 역 (1~9회 출연)

### 영화
| 연도 | 제목                              | 역할   | 비고   |
| ---- | --------------------------------- | ------ | ------ |
| 2008 | 《고사: 피의 중간고사》           | 조범   |        |
| 2009 | 《바람》                          | 김영주 |        |
| 2010 | 《고사 두 번째 이야기: 교생실습》 | 박정범 |        |
| 2014 | 《빅매치》                        | 재열   |        |
| 2015 | 《쓰리 썸머 나잇》                | 왕해구 |        |
| 2015 | 《비밀》                          | 남철웅 |        |
| 2017 | 《결혼식》                        | 지환   | 웹무비 |
| 2019 | 《크게 될 놈》                    | 기강   |        |
| 2022 | 《스텔라》                        | 영배   |        |

### 뮤지컬
| 연도 | 제목              | 역할 | 비고 |
| ---- | ----------------- | ---- | ---- |
| 2014 | 《요셉 어메이징》 | 요셉 |      |

### 뮤직비디오
| 연도 | 가수               | 곡명                 | 비고              |
| ---- | ------------------ | -------------------- | ----------------- |
| 2008 | 씨야               | 〈그 사람 (구두 Ⅲ)〉 |                   |
| 2009 | 보이스 원          | 〈못난 내 사랑〉     |                   |
| 2009 | 티아라             | 〈Apple Is A〉       |                   |
| 2013 | 티아라             | 〈나 어떡해〉        |                   |
| 2013 | 정우&유연석&손호준 | 〈너만을 느끼며〉    | 응답하라 1994 OST |
| 2014 | 더 씨야&손호준     | 〈하면 할수록〉      |                   |
| 2014 | 다비치             | 〈팔베개〉           |                   |
| 2014 | 로코베리&손호준    | 〈어떤가요〉         |                   |
| 2015 | 제아 (Feat. 바로)  | 〈하루만이라도〉     | 티저 출연         |
| 2015 | 케이윌             | 〈꽃이 핀다〉        |                   |
| 2017 | 이적               | 〈나침반〉           |                   |

## 방송
| 연도 | 방송사 | 제목                                                | 역할        | 날짜              | 비고              |
| ---- | ------ | --------------------------------------------------- | ----------- | ----------------- | ----------------- |
| 2005 | mnet   | 《특종 KM 뉴스》                                    | MC          |                   |                   |
| 2013 | tvN    | 《SNL 코리아 시즌4》 - 크루 스페셜! 편              | 특별 게스트 |                   |                   |
| 2014 | mnet   | 《비틀즈 코드 3D》 - 응답하라 1994 특집 편          | 게스트      |                   | 5회               |
| 2014 | MBC    | 《라디오스타》 - 꽃미남 종합선물세트 편             | 게스트      |                   | 364회             |
| 2014 | SBS    | 《런닝맨》 - 2014 런닝맨 동계 올림픽 편             | 게스트      |                   | 184회             |
| 2014 | MBC    | 《연애고시: 연애조난자 구출프로젝트》               |             | 05. 08.           | 파일럿            |
| 2014 | tvN    | 《꽃보다 청춘 - 라오스편》                          | 고정 출연   | 08. 01. ~ 10. 10. | 11부작            |
| 2014 | KBS2   | 《해피투게더 시즌3》 - 인생역전 특집 편             | 게스트      |                   | 366회             |
| 2014 | tvN    | 《삼시세끼 정선편》 시즌1                           | 게스트      |                   | 7, 8회            |
| 2015 | tvN    | 《삼시세끼 어촌편》 시즌1                           | 고정 출연   | 01. 23. ~ 03. 20. | 9부작             |
| 2015 | SBS    | 《정글의 법칙 with 프렌즈》                         | 고정 출연   | 01. 30. ~ 03. 20. | 8부작             |
| 2015 | SBS    | 《정글의 법칙 in 인도차이나》                       | 고정 출연   | 03. 27. ~ 05. 22. | 9부작             |
| 2015 | SBS    | 《런닝맨》 - 예능 최적화 대세남 총출동! 편          | 게스트      |                   | 243회             |
| 2015 | tvN    | 《SNL 코리아 시즌6》 - 손호준 편                    | 게스트      |                   | 12회              |
| 2015 | tvN    | 《집밥 백선생》                                     | 고정        | 05. 19. ~ 07. 29. | 중도하차          |
| 2015 | tvN    | 《삼시세끼 정선편 시즌2》                           | 게스트      |                   | 12, 13회          |
| 2015 | KBS2   | 《해피투게더 시즌3》 - 여심 저격수 특집 편          | 게스트      |                   | 403회             |
| 2015 | JTBC   | 《비정상회담》 - 욕망의 화신인 나, 비정상인가요? 편 | 게스트      | 07. 20.           | 55회              |
| 2015 | JTBC   | 《학교 다녀오겠습니다》                             | 고정 출연   | 06. 02. ~ 06. 29. |                   |
| 2015 | tvN    | 《삼시세끼 어촌편 시즌2》                           | 고정 출연   | 10. 09. ~ 12. 11. | 10부작            |
| 2015 | KBS1   | 《2015 희망로드 대장정》 - 우간다 편                | 고정 출연   |                   |                   |
| 2016 | tvN    | 《삼시세끼 고창편》                                 | 고정 출연   | 07. 01. ~ 09. 16. | 12부작            |
| 2018 | MBC    | 《나 혼자 산다》                                    | 우정 출연   | 03. 23.           | 237회             |
| 2019 | tvN    | 《커피프렌즈》                                      | 고정        | 01. 04. ~ 03. 08. | 01. 04. ~ 03. 08. |
| 2020 | tvN    | 《삼시세끼》 어촌편5                                | 고정        |                   | 10회              |
| 2020 | JTBC   | 《아는형님》                                        | 게스트      |                   | 1회               |
| 2021 | 티빙   | 《러브캐처 인 서울》                                | 고정 출연   |                   |                   |
| 2022 | SBS    | 《미운 우리 새끼》                                  | 게스트      |                   |                   |
| 2022 | tvN    | 《인생에 한 번쯤, 킬리만자로》                      | 고정 출연   | 10. 29. ~12.24.   | 9부작             |
| 2023 | 유튜브 | 《나영석의 와글와글》                               | 게스트      | 11.17             |                   |
| 2024 | 유튜브 | 《감별사》                                          | 게스트      | 08.24             |                   |

## 광고
| 연도        | 기업명                        | 제품명                                               | 종류                   | 공동 출연                      |
| ----------- | ----------------------------- | ---------------------------------------------------- | ---------------------- | ------------------------------ |
| 2010        | 웅진식품                      | 할리스 커피 온바바                                   | 컵커피                 | 김남길, 정주연                 |
| 2013        | 한국피자헛                    | 피자헛 점심피자                                      | 피자 프랜차이즈        |                                |
| 2013        | 동서식품                      | 맥스웰 하우스                                        | 캔커피                 | 김성균                         |
| 2014        | 현대약품                      | 마이녹실S                                            | 탈모치료제             |                                |
| 2014        | 삼성카드                      | 삼성카드 홀가분 프로젝트                             | 신용카드               | 유연석, 바로                   |
| 2014        | 씨제이올리브네트웍스 주식회사 | 올리브영 2014 FALL SALE                              | 헬스&뷰티 스토어       |                                |
| 2014        | 농심                          | 농심 고추장 비빔라면 하모니                          | 라면                   | 김성균, 도희                   |
| 2014 ~ 2015 | 인디에프                      | 트루젠(Trugen)                                       | 남성 정장              | 정우, 유연석                   |
| 2015        | CJ제일제당                    | 알래스카연어                                         | 통조림                 | 이서진                         |
| 2015        | SK텔레콤                      | SK텔레콤 band LTE                                    | 통신사                 | 차승원, 유해진                 |
| 2015        | 컴투스 코리아                 | 낚시의 신                                            | 게임앱                 |                                |
| 2015        | (주)기발한치킨                | 기발한치킨                                           | 치킨 프랜차이즈        |                                |
| 2015        | 웅진식품                      | 하늘보리                                             | 음료                   |                                |
| 2015        | 삼성물산 패션부문             | 후부(FUBU) S/S 화보                                  | 의류                   |                                |
| 2015        | CJ제일제당                    | 햇반 컵반                                            | 간편식품               | 서현진                         |
| 2015        | (주)마이웨일 마카롱           | 마리웨일 마카롱                                      | 수제전문 마카롱 브랜드 |                                |
| 2015        | SK플래닛                      | 11번가 × '모바일 쇼핑 레시피 손호준' 편 ※풋티지 광고 | 온라인 쇼핑            |                                |
| 2015        | SK텔레콤                      | SK텔레콤 삼성 갤럭시 A8                              | 통신사                 | 곽도원                         |
| 2015        | SK텔레콤                      | SK텔레콤 T로밍                                       | 통신사                 |                                |
| 2015        | 리복 코리아                   | 리복 캠페인 'BE MORE HUMAN'                          | 스포츠 브랜드          | 구하라, 최현석, 권영호, 백승관 |
| 2015        | SK브로드밴드                  | SK브로드밴드 Giga                                    | 인터넷 서비스          | 김민교                         |
| 2015 ~ 2016 | (주)여행앤라이프              | 여행앤라이프                                         | 허니문여행사           |                                |
| 2015 ~ 2016 | (주)로이젠                    | 로이젠                                               | 남성 정장              |                                |
| 2016        | 농심                          | 보글보글부대찌개면×삼시세끼 고창 편 (풋티지 광고)    | 식품                   | 남주혁                         |
| 2016        | 아모레퍼시픽                  | 오딧세이 블루에너지 파워 올인원 에센스               | 남성 화장품            |                                |
| 2016        | 맘스터치                      | 맘스터치 수제버거                                    | 치킨&버거 프랜차이즈   |                                |
| 2018        | 서울우유협동조합              | 서울우유 나100%                                      | 유제품                 | 윤여정                         |
| 2019        | CJ오쇼핑                      | 오하루 자연가득 건강식품 PB                          | 홈쇼핑 건강식품        |                                |

## 음반
| 연도 | 음반명                                             |
| ---- | -------------------------------------------------- |
| 2013 | - 응답하라 1994 OST Part7 - 〈너만을 느끼며〉      |
| 2014 | - 싱글 - 〈하면 할수록〉 (with 더 씨야)            |
| 2014 | - 싱글 - 로코베리(Rocoberry), 손호준 -〈어떤가요〉 |

## 경력 및 홍보대사
| 연도 | 홍보대사명                                     |
| ---- | ---------------------------------------------- |
| 2007 | - 앙드레김 패션쇼 모델                         |
| 2014 | - 순천시 명예 홍보대사 - 기후변화센터 홍보대사 |

## 수상 및 후보
| 연도 | 시상식                       | 부문                               | 작품                           | 결과 |
| ---- | ---------------------------- | ---------------------------------- | ------------------------------ | ---- |
| 2014 | 제7회 코리아 드라마 어워즈   | 남자 신인상                        | 응답하라 1994                  | 후보 |
| 2014 | 제3회 에이판 스타 어워즈     | 남자 신인상                        | 응답하라 1994, 트로트의 연인   | 수상 |
| 2014 | KBS 연기대상                 | 남자 신인연기상                    | 태양은 가득히, 트로트의 연인   | 후보 |
| 2015 | 제10회 아시아 모델상 시상식  | 인기스타상                         | 빈칸                           | 수상 |
| 2015 | 제4회 에이판 스타 어워즈     | 남자 인기스타상                    | 미세스 캅                      | 수상 |
| 2015 | SBS 연기대상                 | 뉴스타상                           | 미세스 캅                      | 수상 |
| 2015 | SBS 연기대상                 | 미니시리즈부문 남자 특별연기상     | 미세스 캅                      | 후보 |
| 2016 | MBC 연기대상                 | 연속극부문 남자 우수연기상         | 불어라 미풍아                  | 수상 |
| 2017 | KBS 연기대상                 | 베스트 커플상 (with 장나라)        | 고백부부                       | 수상 |
| 2017 | KBS 연기대상                 | 미니시리즈부문 남자 우수연기상     | 고백부부                       | 후보 |
| 2018 | 제10회 MTN 방송광고 페스티벌 | CF 인기 스타상                     | 빈칸                           | 수상 |
| 2018 | MBC 연기대상                 | 수목미니시리즈부문 남자 우수연기상 | 내 뒤에 테리우스               | 후보 |
| 2019 | 제55회 백상예술대상          | TV부문 남자 조연상                 | 눈이 부시게                    | 후보 |
| 2023 | 서울콘 에이판 스타 어워즈    | 장편드라마 부문 남자 우수연기상    | 소방서 옆 경찰서 그리고 국과수 | 수상 |